# 布兰登山
51°27′10″N 2°36′24″W / 51.45291°N 2.6068°W

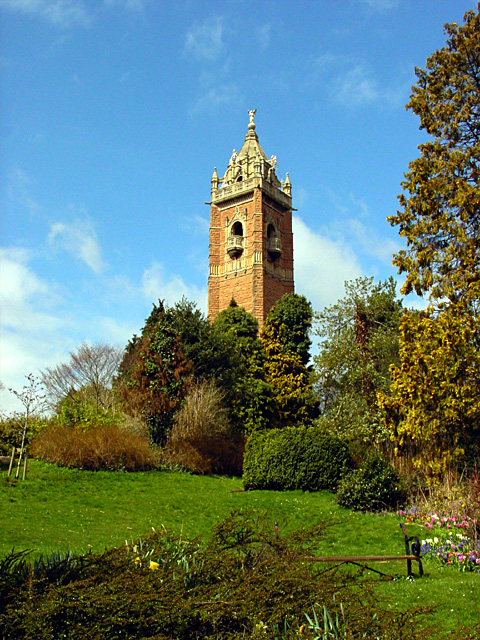
布兰登山顶的卡博特塔

布兰登山（Brandon Hill）是一座小山，靠近英格兰西南布里斯托尔市中心, 位于克利夫顿和霍特韦尔斯两区之间。
卡博特塔位于山顶，建1897年，以纪念约翰·卡博特于1497年从布里斯托尔航行到纽芬兰岛400周年。
山的上部是一个陡峭的公园，一个占地两公顷的自然保护区，开阔的野花草甸。。
山坡的下部在18和19世纪开发。圣乔治堂（St George's Church）位于东坡的大乔治街，伯克利广场（Berkeley Square）位于北边，而伊丽莎白女王医院的校舍位于西侧。

## 历史
1174年，格洛斯特伯爵将布兰登山送给议会，用于放牧，1625年成为公共开放空间，可能是英国最古老的市政开放空间。在宗教改革之前，在山顶上矗立着一座供奉爱尔兰圣人布兰（Brendan）的隐修院和小堂。这里居住过许多隐修者，包括修女路济亚。 在18世纪末和19世纪初，这是一个受宪章运动等改革团体欢迎的公众会议场所， 1832年，这座小山是大改革晚宴的地点。
1843年7月7日，30，000名群众从山上观看大不列颠号蒸汽船下水。1880年1月，20，000名失业工人聚集在山顶，抗议他们的处境。

## 流行文化

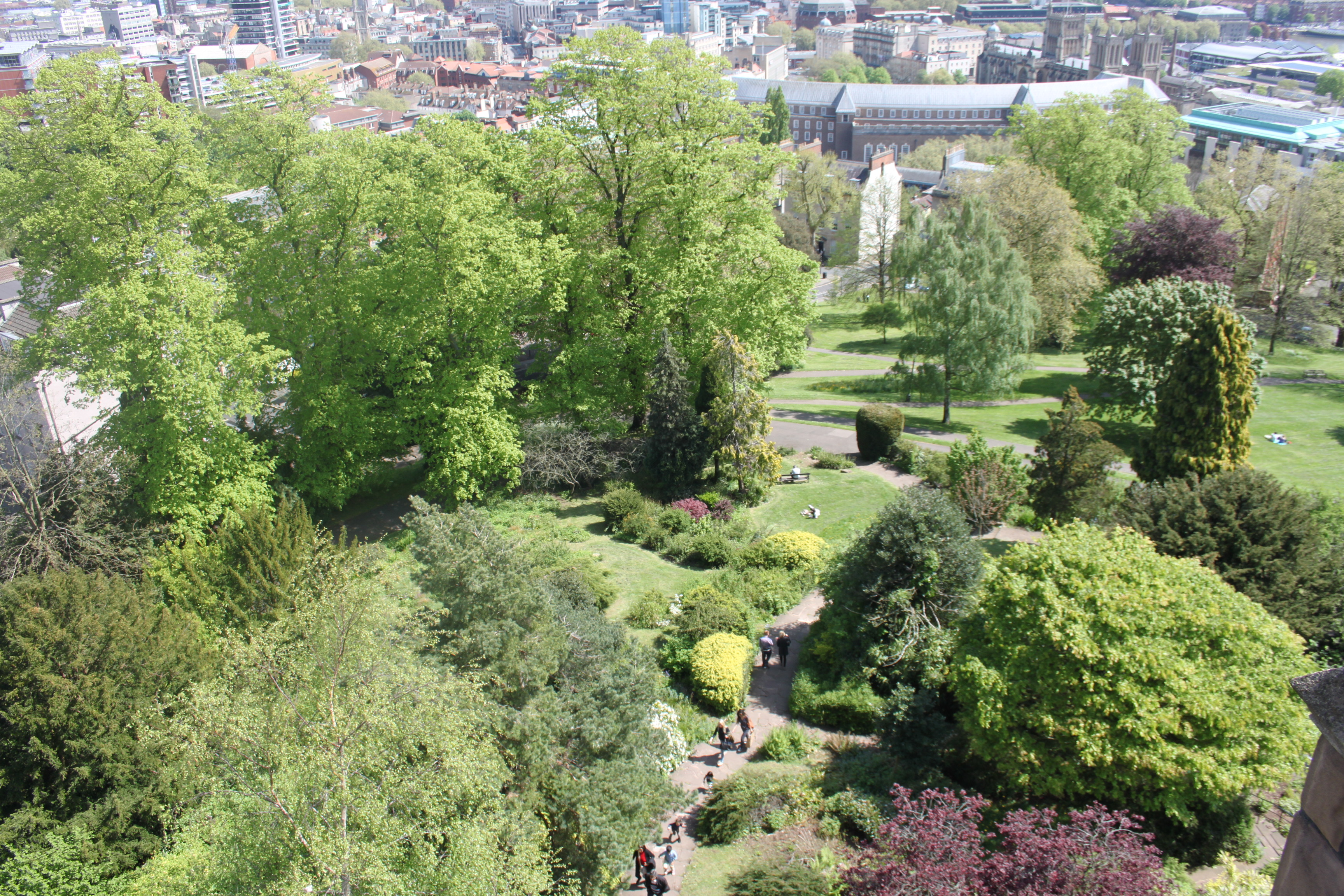
从卡博特塔看布兰登山

在英国电视剧《皮囊》中，布兰登山曾在许多场合出现：卡西企图自杀，以及作为希德和卡西的会合点，在第一集的高潮。